# Olev Laanjärv

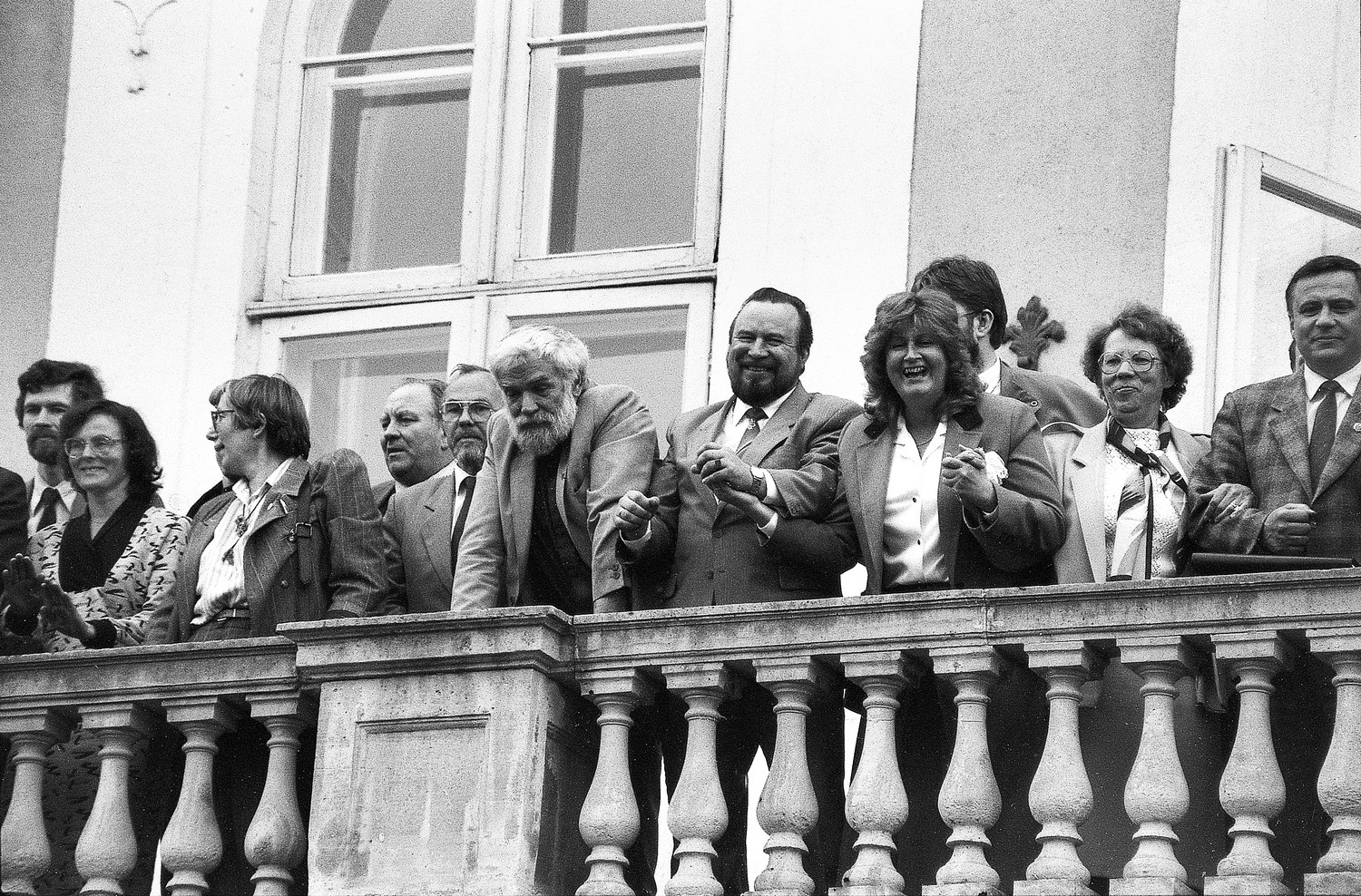
Olev Laanjärv (1. v.r.) mit Reform-Abgeordneten am 15. Mai 1990 auf dem Balkon des estnischen Parlaments auf dem Tallinner Domberg

Olev Laanjärv (* 11. März 1942 in Haapsalu; † 28. Februar 2007 in Tallinn) war ein estnischer Politiker und Sicherheitsexperte.
Von April 1990 bis Januar 1992 war Laanjärv Innenminister in der Übergangsregierung von Ministerpräsident Edgar Savisaar, der ersten demokratischen Regierung Estlands nach dem Zweiten Weltkrieg.

## Wissenschaftler
Olev Jaanjärv schloss 1960 die Schule in seiner Heimatstadt Haapsalu im Westen Estlands ab. Seinen ersten Abschluss legte er 1965 als Wirtschaftsingenieur am Polytechnischen Institut in Tallinn ab. 1972 machte Laanjärv sein juristisches Examen der Akademie des Innenministeriums der Estnischen SSR.
Von 1965 bis 1969 war Laanjärv bei der Verfolgung von Wirtschaftsdelikten und von 1969 bis 1990 bei der estnischen Kriminalpolizei in führenden Positionen beschäftigt.
Mit dem demokratischen Umbruch in Estland und der Loslösung von der Sowjetunion war Laanjärv vom 17. April 1990 bis zum 29. Januar 1992 Innenminister der Republik Estland in der ersten demokratisch gewählten Übergangsregierung unter Ministerpräsident Edgar Savisaar. Er spielt eine bedeutende Rolle bei der Transformation der sowjetestnischen Miliz in eine demokratische und rechtsstaatliche Polizei nach westlichem Vorbild. Während des Augustputschs in Moskau 1990 und der darauf folgenden Ausrufung der Wiedererlangung der estnischen Staatlichkeit gelang es Laanjärv, die Polizeiverbände in Estland von einem gewaltsamen Vorgehen gegen die Reformkräfte abzuhalten und ein Blutvergießen zu verhindern.
Von 1992 bis 1995 war Laanjärv Sicherheitschef des Tallinner Hafens und von 1995 bis 1999 dessen Verwaltungsleiter. 2000/2001 war er bei zwei privaten Sicherheitsunternehmen in führenden Positionen beschäftigt.
Auch sportpolitisch trat er in Erscheinung: Von 1990 bis 1994 war Laanjärv Vorstandsmitglied des Fußballclubs SK Tallinna Sport und 2002/2003 Präsident des Estnischen Kickbox-Verbands.
Von 1995 bis 2004 und erneut ab 2005 gehörte Laanjärv der Estnischen Zentrumspartei an. Viele Jahre war Laanjärv Mitglied im Stadtrat von Tallinn (1989 bis 1993 und dann erneut von 2002 bis 2005). Zwischen 2001 und 2003 war Laanjärv Bürgermeister des Tallinner Stadtteils Lasnamäe. Von 2003 bis zu seinem plötzlichen Tod 2007 war er Abgeordneter des estnischen Parlaments (Riigikogu).
Er liegt auf dem Waldfriedhof seiner Heimatstadt Haapsalu begraben.

## Privatleben
Olev Laanjärv war mit der Künstlerin Tiiu-Kaia Laanjärv (geb. Västrik, 1942–2007) verheiratet. Das Paar hatte zwei Söhne.